# Knott End-on-Sea
Knott End-on-Sea – wieś w Anglii, w hrabstwie Lancashire, w dystrykcie Wyre. Leży 71 km na północny zachód od miasta Manchester i 331 km na północny zachód od Londynu.